# Aguedo Agbayani
Aguedo Ferrer Agbayani (Lingayen, 16 december 1919 - 23 oktober 2003) was een Filipijns politicus.

## Biografie
Aguedo Agbayani werd geboren op 16 december 1919 in Lingayen in de Filipijnse provincie Pangasinan. Hij was van eenvoudige komaf. Zijn ouders waren Perpetua Ferrer en timmerman Donato Agbayani. Nadat Agbayani in 1937 de middelbare school als valedictorian had voltooid, studeerde hij rechten aan de University of the Philippines. Tijdens zijn studie was hij redacteur van het universiteitsblad en lid van het debateerteam van de UP. In 1947 behaalde hij zijn bachelor-diploma. Het jaar erop slaagde hij met de op drie na beste score voor het toelatingsexamen voor de Filipijnse balie.
In 1957 werd Agbayani namens het 1e kiesdistrict van Pangasinan gekozen als lid van het Filipijns Huis van Afgevaardigden. In 1962, 1965 en 1969 werd hij herkozen. Eind 1971, halverwege zijn laatste termijn als afgevaardigde werd hij gekozen tot gouverneur van Pangasinan. Hij behield deze functie tot hij in 1986, na de val van president Ferdinand Marcos vervangen werd. In 1992 werd hij nogmaals voor een termijn van drie jaar gekozen tot gouverneur. Met zijn achttien jaar is hij de langstzittende gouverneur uit de geschiedenis van Pangasinan.
Agbayani overleed in 2003 op 83-jarige leeftijd. Hij was getrouwd met Teresita Elizaga en kreeg met haar negen kinderen. Zijn zoon Victor Agbayani was ook gouverneur van Pangasinan.